# Nürnberger Zeitung
Nürnberger Zeitung (NZ) är en tysk regional dagstidning för norra Bayern. Den ingår i koncernen Pressehaus GmbH i Nürnberg. Tidningen grundades 1804 och utkommer med sex nummer i veckan, måndag till lördag.